# Ospringe
Ospringe – wieś w Anglii, w hrabstwie Kent, w dystrykcie Swale. Leży 25 km na wschód od miasta Maidstone i 73 km na wschód od centrum Londynu. W 2001 miejscowość liczyła 715 mieszkańców.